# Dorak-Affäre
Die sogenannte Dorak-Affäre bezeichnet einen archäologischen Skandal rund um eine Reihe mutmaßlicher Funde der Yortan-Kultur, deren Zentrum der britische Archäologe James Mellaart sowie der angeblich von ihm dokumentierte sogenannte Dorak-Schatz bildeten. Mellaart gab an, in den 1950er Jahren in Izmir außergewöhnliche Grabbeigaben gesehen zu haben, die sich im Besitz einer griechischen Familie befunden hätten.  Spätere Untersuchungen konnten Mellaarts Darstellungen allerdings nicht bestätigen, was Anfang der 1960er Jahre den Verdacht aufkommen ließ, dass er den Schatz ohne behördliche Genehmigung außer Landes geschafft hatte. Mittlerweile gilt es als wahrscheinlich, dass der Schatz nie existiert hat.

## Ablauf
Im November 1958 wandte sich James Mellaart an seine Kollegen David Stronach und Seton Lloyd, um von einer bemerkenswerten archäologischen Entdeckung zu berichten, die er eigenen Angaben zufolge in Izmir gemacht hatte. Demnach sei ihm im Haus einer jungen Griechin ein Goldschatz aus der Zeit um 2500–2300 v. Chr. gezeigt worden. Die Versionen, die er den beiden unabhängig voneinander schilderte, wichen in wesentlichen Punkten teils erheblich voneinander ab. Auch in den folgenden Jahren und Jahrzehnten wandelte Mellaart die Geschichte immer wieder in zentralen Details ab.
Stronach gegenüber erklärte er, er habe vor sieben Jahren, also 1951, während einer Zugfahrt nach Izmir eine junge Frau bemerkt, an der ihm ein güldenes,  Troia-II-zeitliches Armband aufgefallen sei. Im sich daraus entwickelnden Gespräch habe sie sich ihm als Griechin mit dem Namen Anna Papastrati vorgestellt. Schließlich habe sie ihn zu sich nach Hause eingeladen, wo sie ihm eine Sammlung archäologischer Objekte gezeigt habe, die sich nach ihrer Aussage bereits seit geraumer Zeit im Familienbesitz befänden. Zwei ihrer Onkel hätten diese Stücke zwischen 1919 und 1922 während des Griechisch-Türkischen Krieges aus einem Grab in der Nähe des Dorfs Dorak am steilen Südufer des Uluabat-Sees, rund vierzig Kilometer westlich von Bursa, geborgen.
Er habe eigenen Angaben zufolge mehrere Tage im Haus der jungen Frau zugebracht. Zwar sei es ihm untersagt gewesen, die Objekte zu photographieren, doch habe er Zeichnungen anfertigen dürfen. Weitere Beteiligte erwähnte er in dieser Version der Geschichte nicht. Stronach erkannte bald Unstimmigkeiten in der Darstellung, insbesondere im Vergleich zu der Version, die Mellaart gegenüber Seton Lloyd geäußert hatte: Auch dort berichtete er von einem nahezu identischen Ablauf, erklärte die Abwesenheit von Photographien jedoch damit, dass er keine Kamera bei sich getragen habe, als er die Wohnung der jungen Frau betrat. Zudem sprach er in diesem Zusammenhang davon, dass das Treffen „vor einigen Jahren“ stattgefunden habe, was einen deutlich kürzeren Zeitraum suggerierte. Darüber hinaus zeigte er Lloyd einige Skizzen sowie eine Reihe neugriechischer Notizen, die angeblich den Funden beigelegen hätten. Auf eine spätere Anfrage Lloyds, die Originalskizzen einzusehen, sollte Mellaart erklären, dass er sie entsorgt habe. Die mutmaßlichen Skizzen kamen jedoch bei der Durchsicht seines Nachlasses später wieder zum Vorschein.
In einem Gespräch mit Kenneth Pearson und Patricia Connor im Juli 1966 erklärte Mellaart hingegen, die Zugfahrt habe im Frühsommer 1958 und nicht, wie zuvor behauptet, im Jahr 1951 stattgefunden. Auch in dieser Version führte er das Fehlen von Photographien darauf zurück, dass ihm das Anfertigen von Aufnahmen ausdrücklich untersagt worden sei. Zwar habe er keine Kamera bei sich getragen, doch sei es ihm auch nicht gestattet gewesen, eine andere Person mit Kamera zu der Wohnung zu bringen. Die junge Frau habe ihm jedoch zugesichert, ihm zu einem späteren Zeitpunkt Photophrafien des Schatzes zuzusenden. Mellaart zufolge habe er drei oder vier Nächte im Haus der Frau verbracht, ohne während dieser Zeit das Gebäude zu verlassen. Neben der jungen Frau, die er auf etwa 20 oder 21 Jahre schätzte, hätten sich in dem Haus auch ein älterer Mann und möglicherweise eine ältere Frau aufgehalten. Die junge Griechin habe fließend Englisch mit amerikanischem Akzent gesprochen und ihm auch zwei im Zusammenhang mit der Auffindung der Grabbeigaben entstandene Photographien gezeigt, welche Skelette gezeigt hätten. Ebenso seien wissenschaftliche Notizen in neugriechischer Sprache vorhanden gewesen, die er gemeinsam mit ihr ins Englische übersetzt habe. Während seines Aufenthalts habe er den Eindruck gewonnen, dass die junge Frau verängstigt gewesen sei. Die Adresse des Hauses gab er mit „217 Dirkik Straße“ an. In einer anderen Version berichtete Mellaart, die Frau habe während der Zugfahrt zunächst keinen Goldschmuck getragen. Sie seien jedoch ins Gespräch über Archäologie gekommen, bei dem sie ihm anvertraut habe, im Besitz antiker Kunstobjekte zu sein.

Mitte Oktober 1958 traf dann ein Brief im Britischen Archäologischen Institut in Ankara ein, in dem Mellaart als stellvertretender Direktor tätig war. Der Inhalt lautete:
„Dear James, Here is the letter you want so much. As the owner, I authorise you to publish your drawings of the Dorak objects, which you drew in our house. You always were more interested in these old things than in me! Well, there it is. Good luck, and goodbye. Love, Anna Papastrati.“
Datiert war das Schreiben auf I8/I0/I958, der Absender lautete Miss Anna Papastrati, Kazim Direk Caddesi no. 2i7 Karşiyaka - Izmir.
Seton Lloyd nahm die von James Mellaart angefertigten Skizzen mit auf seine nächste Reise nach London, um sie dort von Fachkollegen prüfen zu lassen. Die hinzugezogenen Experten begutachteten das Material, gelangten zu dem Urteil, dass es als authentisch einzustufen sei und befürworteten eine Veröffentlichung. Da jedoch auch weiterhin keine Photographien vorlagen, hielt Lloyd eine wissenschaftliche Publikation zu diesem Zeitpunkt für ausgeschlossen. Stattdessen entschied man sich, einen ausführlichen, reich illustrierten Artikel in der Illustrated London News zu veröffentlichen, die regelmäßig archäologische Entdeckungen einem breiten Publikum zugänglich machte. Der vierseitige Beitrag erschien im November 1959, die Illustrationen der Figuren stammen von Lloyds Ehefrau. Da Mellaarts Entdeckung in der Folgezeit nicht verifiziert werden konnte, blieb die wissenschaftliche Resonanz in der Folge verhalten. Die Veröffentlichung sollte langfristige negative Auswirkungen auf Mellaarts akademischen Ruf und auf seine Karriere haben.
Nachforschungen türkischer Behörden und Journalisten ergaben, dass die angegebene Adresse in der Kazim Direk Caddesi zu einem Geschäftsviertel ohne Wohnhäuser gehörte. Zudem stellte sich heraus, dass es in Izmir zeitweise mehrere gleichnamige Straßen gab und diese mehrfach umbenannt worden waren, sodass die Adresse faktisch nicht nachvollziehbar war. Es ist außerdem anzunehmen, dass die Behörden frühzeitig von einer Erfindung Mellaarts ausgingen. Die von Mellaart beschriebenen Stücke tauchten zu keinem Zeitpunkt in Sammlungen oder auf dem Kunstmarkt auf.
Im Mai 1962 startete die Milliyet, mit einer Auflage von 200.000 Exemplaren die zweitgrößte Tageszeitung der Türkei, eine dreitägige Pressekampagne gegen Mellaart. Einleitend erschien ein Leitartikel, der ihm vorwarf, Kunstwerke im geschätzten Wert von einer Milliarde Türkischer Lira außer Landes geschafft zu haben. Zur Untermauerung dieser Anklage wurden Aussagen vermeintlicher Augenzeugen zitiert, welche berichteten, einen korpulenten Ausländer in Begleitung einer Frau in der Nähe archäologischer Stätten unweit des Dorfes Dorak gesehen zu haben. Einer der Zeugen habe Mellaart sogar eindeutig identifizieren können. Die mediale „Aufarbeitung“ der Vorfälle nahm derart bizarre Ausmaße an, dass der Sunday Times-Redakteur Kenneth Pearson gemeinsam mit der Archäologin und BBC-Journalistin Patricia Connor umfassende Nachforschungen zu dem Vorfall anstellte. Die Ergebnisse ihrer Recherchen wurden 1967 in einem Buch unter dem Titel The Dorak Affair veröffentlicht. Das Werk zeigte sich Mellaarts Darstellung der Ereignisse gegenüber überwiegend wohlwollend.
Der öffentliche Druck erreichte 1964 ein derartiges Ausmaß, dass die türkischen Behörden Mellaart vorübergehend von den archäologischen Ausgrabungen in Çatalhöyük ausschlossen. Im Folgejahr wurde ihm die Einreise in die Türkei nur noch unter der Auflage gestattet, ausschließlich als Assistent an den Grabungen teilzunehmen. Ein 1968 vom British Institute of Archaeology in Ankara eingesetzter Untersuchungsausschuss kam in seinem Abschlussbericht zu dem Schluss, dass Mellaarts Darstellung der Ereignisse der Wahrheit entspreche, seine vorgelegten Zeichnungen auf authentischen Artefakten basierten und er zu keiner Zeit in illegale Aktivitäten verwickelt gewesen sei. Ferner sei anzumerken, dass bereits 1960 eine Generalamnestie erlassen worden war, sodass Mellaart selbst im hypothetischen Fall einer Schmuggelbeteiligung keiner strafrechtlichen Verfolgung ausgesetzt gewesen wäre.

## Zur Frage um die Hintergründe der Affäre
Die Frage nach der Wahrheit hinter der sogenannte Dorak-Affäre ist Gegenstand umfangreicher Debatten gewesen. Bemerkenswert erscheint, dass der fragliche Brief von Anna Pappastrati typographische Merkmale aufweist, die mit der Schreibmaschine übereinstimmen, die von Mellaarts Ehefrau in seinem Institut verwendet wurde, sowie mit anderen zeitgenössischen Korrespondenzen Mellaarts. Konkret ist im Brief anstelle der Ziffer „1“ der Buchstabe „I“ gesetzt, wobei die Zahl nicht durch die Zifferntaste, sondern durch die Buchstabentaste erzeugt wird. Entgegen anderslautender Behauptungen waren Schreibmaschinen mit dieser spezifischen Typographie zu dieser Zeit jedoch allgemein verbreitet.
Seitens der türkischen Medien wurde Mellaart verdächtigt, einem Schmugglerring anzugehören, der für die illegale Ausgrabung und den Abtransport der betreffenden Objekte verantwortlich gemacht wurde. Demgegenüber vertraten Geoffrey Pearson und Charles Connor sowie später auch Mellaart selbst die Ansicht, er sei von kriminellen Akteuren gezielt instrumentalisiert worden. Diese hätten ihn durch eine inszenierte Liebesbeziehung zu einer angeblich griechischen Frau zu kompromittieren versucht, um seinen Namen zur Legitimierung der Herkunft illegal ausgegrabener Artefakte zu nutzen. Dieser Deutung steht allerdings die Tatsache entgegen, dass niemals irgendwelche Teile des Schatzes auf dem internationalen Kunstmarkt aufgetaucht sind.
Nach dem Tod Mellaarts wurden in dessen Arbeitszimmer umfangreiche Manuskripte entdeckt, darunter ein über 60.000 Worte umfassendes Manuskript zum Dorak-Schatz. Unklar bleibt dabei, wie Mellaart in der Lage gewesen sein will, solch detaillierte Informationen über Artefakte und Notizen zusammenzutragen, die er eigenen Angaben zufolge lediglich während eines „langen Wochenendes“ gesehen hatte. Zusätzlich ist zu bemerken, dass die mit dem Manuskript assoziierten Notizen in griechischer Sprache verfasst gewesen sein sollen – eine Sprache, die Mellaart nicht beherrschte. David Stronach bewertet in diesem Zusammenhang die von Mellaart lancierte „Honigfallen-Hypothese“ als einen Versuch, sein wissenschaftliches Ansehen im Angesicht wachsender Zweifel zu bewahren.
Eine weitere Theorie geht davon aus, Mellaart habe die Geschichte des Dorak-Schatzes aus reiner Lust am Scherz frei erfunden. Dagegen spricht jedoch nach Einschätzung Stronachs, dass Mellaart die Archäologie nie als Spiel oder Mittel persönlicher Unterhaltung verstand. Zudem erscheint es ihm wenig plausibel, dass Mellaart für einen bloßen Jux eine fiktive Affäre mit einer Griechin erfunden hätte – zumal dies seine noch junge Ehe sicherlich ernsthaft gefährden hätte.
Stronach unterbreitet eine alternative Deutung, die die Grabungssaison des Jahres 1958 in den Mittelpunkt der Argumentation stellt. Diese Kampagne sei äußerst enttäuschend verlaufen, wobei Suton Lloyd, der damalige Direktor des British Institute of Archaeology in Ankara, Mellaart für die Wahl des wenig ergiebigen Grabungsortes verantwortlich gemacht habe. In diesem Zusammenhang habe Lloyd außerdem nicht nur Mellaarts Entscheidungen kritisiert, sondern darüber hinaus auch den generellen Forschungswert der anatolischen Frühkulturen in abfälliger Weise in Frage gestellt. Stronach zufolge sei Mellaart durch diese doppelte Zurückweisung – sowohl auf persönlicher Ebene als auch hinsichtlich seines Forschungsfeldes – tief verletzt worden. Aus dieser Kränkung heraus und mit dem Ziel, die Bedeutung der westanatolischen Kultur im bronzezeitlichen Kontext aufzuwerten, habe Mellaart einen Schatz von außergewöhnlichen Kunstobjekten erfunden, der die Existenz eines bislang unbeachteten westanatolischen Reiches zur Zeit Troias belegen solle. Die Erzählung um die angebliche Herkunft des Schatzes von einer jungen Griechin habe ihm demnach lediglich dazu gedient, die Provenienz des Fundes plausibel erscheinen zu lassen.